# Helenwood
Helenwood – jednostka osadnicza w Stanach Zjednoczonych, w stanie Tennessee, w hrabstwie Scott.